# Орова вас
Орова вас (на словенски: Orova vas) е село в Словения, Савински регион, община Ползела. Според Националната статистическа служба на Република Словения през 2015 г. селото има 90 жители.